# Виола, Роберто Эдуардо
Роберто Эдуардо Виола Преведини (исп. Roberto Eduardo Viola Prevedini; 13 октября 1924, Буэнос-Айрес — 30 сентября 1994, Буэнос-Айрес) — аргентинский военный и государственный деятель, профессиональный военный, президент страны в 1981 году. Был привлечён к уголовной ответственности и приговорён к различным срокам тюремного заключения за преступления, совершённые военной хунтой в 1970—1980-х годах.

## Биография
Родился в небогатой семье итальянцев-иммигрантов. Профессиональный военный. Имел высшее военное образование, прослужил в армии 37 лет.
В 1973 году был назначен секретарем главы аргентинской армии Леандро Анайя. В 1975 году — начальником штаба армии. В 1976 году активно участвовал в военном перевороте, свергнувшем Исабель Перон. В июле 1978 г. в звании генерал-лейтенанта (высшее воинское звание в стране) стал командующим сухопутными войсками страны.
Сменил в должности президента Аргентины генерала Хорхе Рафаэля Виделу 29 марта 1981 года из-за противоречий в военном руководстве и недовольства Виделой, тщетно пытавшегося стабилизировать экономическое и общественное положение в стране. На посту главы государства разрешил ряду политиков и гражданских служащих вернуться на свои должности, однако экономический кризис нарастал, произошла повторная девальвация песо на 30 %, инфляция выросла до 131 %, иностранные инвесторы активно уходили из Аргентины. В этих условиях вынужден был пойти на многосторонние переговоры с политическими партиями.
Однако 11 декабря 1981 года военная хунта заявляет о его неспособности выполнять обязанности главы государства «по состоянию здоровья» и передаче этих полномочий вице-адмиралу Карлосу Лакосте, которого всего через 10 дней сменил генерал Леопольдо Галтьери. Во время Фолклендской войны в мае 1982 года пытался организовать переворот против Галтьери.
На вопрос журналиста о необходимости расследования случаев пропавших без вести Виола однажды ответил: «Об этом и речи быть не может. Это война, а мы — победители. Будьте уверены: если бы в последней войне победили армии рейха, то процесс над военными преступниками проходил бы в Виргинии, а не в Нюрнберге» (Clarin, 18 марта 1981).
В 1983 году, при президенте Рауле Альфонсине был арестован. Приговорён к 17 годам тюремного заключения и бессрочному лишению права занимать государственные должности гражданским судом 9 декабря 1985 года, лишен воинского звания. Освобождён под давлением военных в 1990 году президентом Карлосом Менемом.
Похоронен на кладбище Ла-Чакарита в Буэнос-Айресе.